# Juan Modesto Guilloto León
Juan Modesto Guilloto León, conegut per Modesto (El Puerto de Santa María, 1906 - Praga, 1969). Militant del PCE i militar republicà durant la Guerra Civil espanyola.

## Formació militar i política
Caporal del cos de regulars al Marroc espanyol, es va afiliar al Partit Comunista d'Espanya el 1930. El 1933 va organitzar les milícies comunistes, després de rebre un curs de formació militar a la Unió Soviètica.

## Guerra civil
Quan va esclatar la Guerra Civil espanyola, Modesto fou un dels creadors i primers comandants del 5è Regiment de milícies populars, un dels primers nuclis de l'Exèrcit Regular, del qual va ser cap a l'octubre de 1936. Va participar en l'assalt a la Caserna de la Muntanya a Madrid i va dirigir un batalló a la Província de Toledo, intentant contenir l'avanç franquista a la batalla de Talavera de la Reina. Es va distingir en les operacions de la Serra de Guadarrama i el Tajo durant la batalla de Madrid. El 1937, el general José Miaja, cap de la Junta de Defensa de Madrid, li encarrega el comandament de la 4a Divisió.
Després de la batalla de Guadalajara, la del Jarama i de Brunete se li assignà el comandament del V Cos de l'Exèrcit Popular Republicà. El 1938 va dirigir les operacions militars durant la batalla de l'Ebre, amb el rang de coronel i tenint sota el seu comandament el V Cos d'Exèrcit dirigit per Enrique Líster i el XV de Manuel Tagüeña. Després de la caiguda de Catalunya va passar a la zona centre, on Juan Negrín el va nomenar general, cas únic entre els oficials de milícies i Cap de l'Exèrcit del Centre el 2 de març del 1939. A l'acabar la guerra es va exiliar a la Unió Soviètica, on se li va reconèixer la seva graduació militar.

## Segona guerra mundial
Durant la Segona Guerra Mundial va ser general de les tropes comunistes búlgares que, juntament amb tropes de l'URSS, van combatre els nazis.
Derrotat a les lluites de faccions per prendre el control del PCE, es va retirar a Praga, on va morir el 19 d'abril del 1969, després d'haver-se oposat a l'entrada dels tancs soviètics que envaïren Txecoslovàquia per esclafar la Primavera de Praga. A la capital txeca va escriure les seves memòries Soy del Quinto Regimiento, que es publicaren a París aquell any.